# Odolanów
Pour l’article homonyme, voir Odolanów (Poméranie-Occidentale).
Odolanów (allemand: Adelnau) est une ville de la voïvodie de Grande-Pologne, dans le powiat d'Ostrów, siège de la commune urbaine-rurale d'Odolanów, dans la terre de Kalisz sur les rives de Barycz et Kuroch. C'est un centre industriel dans la zone industrielle de Kalisz- Ostrów, dans l'agglomération de Kalisz-Ostrów.
Selon les données du 1er janvier 2020, la ville comptait 5 145 habitants. La deuxième plus grande ville du powiat Ostrów Wielkopolski après Ostrów Wielkopolski. Service local et centre industriel, usine de traitement de gaz naturel.
La plus ancienne ville de l'histoire de la région d'Ostrów. Le siège de l'ancien powiat.

## Localisation
Odolanów est situé dans le sud de la Grande Pologne, dans les basses terres du sud de la Grande Pologne, dans la vallée de Barycz et Kurocha. Au 1er janvier 2020, la superficie de la ville était de 4,76 km². Elle est située à environ 11 km à l'est de Sulmierzyce, à environ 13 km au sud-ouest d'Ostrów Wielkopolski et à environ 27 km au nord de Twardogóra.

## Nom
Le nom Odolanów a probablement été créé par les habitants du village voisin Bogdaj, qui devaient se livrer à des vols et stocker le butin dans un endroit éloigné, entouré d'eau, parmi les marais et les boues.

## Histoire

### Moyen Âge - fondation de la ville
L'histoire du village remonte au Moyen Âge. Le bourg et le château existaient à partir du XIVe siècle, et Odolanów était la ville royale de la Couronne du Royaume de Pologne et le siège du powiat. Au début du XIVe siècle, Odolanów était une petite ville d'environ 20 maisons. Au fil des ans, trois parties ont été distinguées: Śródmieście (la zone du château - la ville proprement dite), deux faubourgs du château et Górka.
En 1372, le roi Luis de Hongrie remit Odolanów à Bartosz de Wezenborg, un chevalier et magnat de Lusace (plus tard appelé Bartosz d'Odolanów), qui commença notamment à organiser des expéditions depuis le château. contre les chevaliers teutoniques. Vers 1380, il repéra du donjon 59 chevaliers se dirigeant vers Malbork. Il les emprisonna et exigea une rançon de 27 000 florins,. En conséquence, au début de septembre 1382, l'armée de Louis de Hongrie, dirigée par Sigismund de Luxembourg, âgé alors de 14 ans, se présenta devant la muraille d'Odolanów - le siège dura plusieurs jours et se termina par un accord avec Bartosz (mort vers 1395).
La ville a été fondée avant 1393. En 1403, le roi Ladislas II Jagiellon, conformément à un document délivré à Konin, affranchit la ville des taxes douanières et des contributions,.
Pendant la guerre de treize ans, en 1458, Odolanów érigea 4 fantassins pour aider l'équipage polonais assiégé du château de Malbork.

### Konstacja (17esiècle)
Le faubourg historique de Górka (maintenant une partie de la ville: Odolanów - Górka), situé sur la rive gauche de la rivière Barycz, était une ville distincte nommée Konstancja au début du XVIIe siècle. Konstancja a été fondée en 1629 avec afin d’accueillir les réfugiés religieux venant de Silésie.

### Développement de la ville
En 1721, Odolanów comptait 148 habitants. À partir du milieu du XVIIIe siècle, la ville prospère. Le staroste d'Odolanów était Aleksander Antoni Sułkowski (blason Sulima), et le nombre d'habitants en 1793 fut multiplié par presque six et s'élevait à 996 personnes. A cette époque, trois églises (existantes à ce jour) ont été construites : l'église évangélique (1770-1780), l'église du cimetière de sainte Barbe (1784) et l'église de saint Martin (1794). À la suite du 2e partage de la Pologne en 1793, Odolanów fut incorporé dans le royaume de Prusse.
Dans les années 1807-1815, il appartenait au département de Kalisz du duché de Varsovie. De 1815 à 1919, Adelnau est le chef-lieu de l'arrondissement d'Adelnau dans le district de Posen au sein de la province de Posnanie.
En 1883, Odolanów comptait 2 192 habitants et était une ville multiculturelle et multi-religieuse. À la fin du XVIIIe siècle, en termes de religion on comptait: 1664 catholiques, 325 protestants et 203 juifs.
En 1909, une liaison ferroviaire sur l’axe Odolanów ↔ Ostrów a été mise en service.
Les habitants d'Odolanów prirent part aux combats pour l'indépendance de la Pologne, y compris pendant le Printemps des peuples, ainsi lors de l'Insurrection de Janvier 1863 et de l’Insurrection de Grande Pologne. Dans l'entre-deux-guerres, la ville abritait un poste de garde-frontières et un avant-poste de la 2e ligne de garde-frontières "Odolanów".
La découverte de gisements de gaz naturel près d'Odolanów au tournant des années 1960 et 1970 et la construction de l'usine de dénitrification du gaz naturel accélèrent le développement de la ville et l'afflux de personnes.